# Пешково
Пешково (пол. Pieszkowo, нім. Petershagen) — село в Польщі, у гміні Гурово-Ілавецьке Бартошицького повіту Вармінсько-Мазурського воєводства.
Населення — 328 осіб (2011).

## Демографія
Демографічна структура станом на 31 березня 2011 року:
|          | Загалом | Допрацездатний вік | Працездатний вік | Постпрацездатний вік |
| -------- | ------- | ------------------ | ---------------- | -------------------- |
| Чоловіки | 145     | 22                 | 107              | 16                   |
| Жінки    | 183     | 34                 | 106              | 43                   |
| Разом    | 328     | 56                 | 213              | 59                   |